# Phytometra rosalba
Phytometra rosalba là một loài bướm đêm trong họ Erebidae.